# Гартленд (Каліфорнія)
Гартленд (англ. Hartland) — переписна місцевість (CDP) в США, в окрузі Туларе штату Каліфорнія. Населення — 69 осіб (2020).

## Географія
Гартленд розташований за координатами 36°39′7″ пн. ш. 118°57′19″ зх. д. / 36.65194° пн. ш. 118.95528° зх. д. (36.651816, -118.955295).  За даними Бюро перепису населення США в 2010 році переписна місцевість мала площу 1,58 км², уся площа — суходіл.

## Демографія
Згідно з переписом 2010 року, у переписній місцевості мешкало 30 осіб у 14 домогосподарствах у складі 9 родин. Густота населення становила 19 осіб/км².  Було 69 помешкань (44/км²).
Расовий склад населення:
| - 90,0 % — білих - 10,0 % — чорних або афроамериканців |

До двох чи більше рас належало 0,0 %. Частка іспаномовних становила 0,0 % від усіх жителів.
За віковим діапазоном населення розподілялося таким чином: 16,7 % — особи молодші 18 років, 80,0 % — особи у віці 18—64 років, 3,3 % — особи у віці 65 років та старші. Медіана віку мешканця становила 39,5 року. На 100 осіб жіночої статі у переписній місцевості припадало 114,3 чоловіків;  на 100 жінок у віці від 18 років та старших — 108,3 чоловіків також старших 18 років.
Цивільне працевлаштоване населення становило 0 осіб. 